# Ausbreitungsbake
Eine Ausbreitungsbake ist eine Funkbake, die zur Beurteilung des Funkwetters für Weitverkehre verwendet wird.
Ausbreitungsbaken werden meistens von Funkamateuren betrieben, es gibt sie auf diversen Amateurfunk-Bändern von Langwelle bis Mikrowellen. Das bekannteste internationale Baken-Projekt NCDXF/IARU der International Amateur Radio Union besteht aus derzeit 18 Bakenstationen, welche auf den Kurzwellenfrequenzen 14,100 MHz, 18,110 MHz, 21,150 MHz, 24,930 MHz und 28,200 MHz abwechselnd senden. Durch das Abhören dieser Frequenzen gewinnt man in kurzer Zeit einen Überblick darüber, in welche Regionen der Erde auf welchen Frequenzbereichen eine Ausbreitung momentan möglich ist.
Die älteste bis heute betriebene Ausbreitungsbake ist in Dänemark mit dem Amateurfunkrufzeichen OZ7IGY. Sie sendet seit dem Internationalen Geophysikalischen Jahr 1957, aktuell auf 12 Amateurfunk-Bändern von 28 MHz bis 24 GHz.
Die Bake DK0WCY in Deutschland verbreitet Informationen zum Funkwetter auf 10,144 MHz.